# 海地外債
海地，在1804年海地革命中從法國殖民統治中獲得獨立後，法國於1825年返回並要求新獨立的國家向法國政府和法國奴隸主支付現代相當於210億美元的費用，用於賠償奴隸主的財產和土地的損失和換取外交承認。這筆獨立債務由法國銀行和美國花旗銀行提供資金，最終於1947年還清。
後來，腐敗的杜瓦利埃王朝增加了國家的債務，這筆錢用來擴大政治權力和謀取個人利益。21世紀初，特別是2010年海地地震後，世界銀行等部分非政府機構免除了海地剩餘部分債務。法國免除了最近一筆7700萬美元的貸款，但拒絕考慮償還獨立債務。

## 獨立時的外債
在1800年代初期，海地是世界上最富有和生產力最高的歐洲殖民地。海地的債務遺產始於對法國的廣泛奴隸起義後不久，海地人於1804年從法國獲得獨立。美國總統托馬斯·杰斐遜擔心奴隸獲得獨立會蔓延到美國 ，在他的前任約翰·亞當斯的領導下開始停止援助，並在他任職期間追求對海地的國際孤立。法國還奉行阻止海地參與大西洋貿易的政策。在國際舞台上的這種孤立使海地迫切需要經濟救濟。
1825年，法國戰艦航行到海地，要求海地賠償法國失去的奴隸和奴隸殖民地。為了換取法國承認海地為主權共和國，法國要求支付1.5億法郎。除了賠款外，法國還要求海地為其出口貨物提供百分之五十的稅率折扣，這使得還款更加困難。1838年，法國同意將債務減少到9000萬法郎，分30年償還，以補償失去財產的前種植園主。
從1957年到1986年，海地被腐敗的杜瓦利埃家族統治。估計僅在此期間的援助貸款就佔海地2000年債務減免前約40%。 \這些資金被用來加強杜瓦利埃對海地的控制和各種欺詐計劃。他們也從中偷走了大量資金。